# ماكسويل ريد
ماكسويل ريد (بالإنجليزية: Maxwell Reed)‏ هو ممثل بريطاني، ولد في 2 أبريل 1919 في المملكة المتحدة، وتوفي بنفس المكان في 16 أغسطس 1974 بسبب سرطان.

## أعمال

### أفلام
- (1956) هيلين الطروادية

## وصلات خارجية
- ماكسويل ريد على موقع IMDb (الإنجليزية)
- ماكسويل ريد على موقع ألو سيني (الفرنسية)
- ماكسويل ريد على موقع أول موفي (الإنجليزية)
- ماكسويل ريد على موقع قاعدة بيانات الأفلام السويدية (السويدية)
- ماكسويل ريد على موقع قاعدة بيانات الفيلم (الإنجليزية)
- ماكسويل ريد على موقع كينوبويسك (الروسية)